# プラチナ・トレイン
プラチナ・トレイン ～日本縦断てつどうの旅～とは、ジェイコンテンツが開発し、スマートフォンおよびタブレット端末向けに提供している双六ゲームである。略称は『プラトレ』。
アプリケーションの基本ダウンロードは無料で、アイテム課金制を採用している。

## 概要
ジャンルは双六ゲームとRPGを融合させた「運転士成長型RPGスゴロクゲーム」。
登場するマップや鉄道車両等はJR西日本の監修がなされており、JR西日本をはじめJR四国・JR九州・JR東海・JR東日本 ・JR北海道といった旅客鉄道6社に加え、一部の第三セクター鉄道 智頭急行・阿佐海岸鉄道・土佐くろしお鉄道・松浦鉄道・南阿蘇鉄道・くま川鉄道・肥薩おれんじ鉄道・京都丹後鉄道・IRいしかわ鉄道・あいの風とやま鉄道・えちごトキめき鉄道・三陸鉄道・IGRいわて銀河鉄道・青い森鉄道・秋田内陸縦貫鉄道・錦川鉄道・北条鉄道・真岡鐵道・信楽高原鐵道・ハピラインふくい、JRと直通運転を行っている私鉄 富士山麓電気鉄道、大手私鉄 近畿日本鉄道・京阪電気鉄道、小田急電鉄の管轄駅全て及び宇和島運輸フェリーの全港が網羅されているのが特徴 。
プレイヤーは鉄道会社「プラチナ・トレイン」に入社してきた運転士という設定になっている。

## ゲームモード

### ステーション物語
ストーリーを織り込んでミッションをクリアしていくモード。Rank5からプレイ可能となる。シングルプレイ専用。2019年3月20日のアップデートで、Nintendo Switchでもプレイ可能になった。
各話ごとに1話につき4つのストーリーで構成されており、ミッションの前後で1つずつ、サブミッション報酬で1つ、レアドロップで1つ入手することができる。なお入手したストーリーは、メニュー内にあるアルバムで見ることができる。

### チャレンジミッション
本作のメインとなるモード。シングルプレイ専用。
指定された条件を満たしたうえでゲームを終了させるとミッション成功となり、新たなミッションが開放されるほか様々な報酬が得られる。

### 曜日ミッション
曜日ごとにミッションや報酬が変わるモード。シングルプレイ専用。
チャレンジミッションと同様に、指定された条件を満たしたうえでゲームを終了させるとミッション成功となり、新たなミッションが開放されるほか様々な報酬が得られる。

### 対戦プレイ
オンラインで最大4人までの対戦プレイが可能。
CPUプレイヤー相手に一人でプレイすることも可能。
ルールはランダムで設定される。プラチナランクがB級以下のユーザーのみ参加できる「初心者マルチ」、プラチナランクがA級以上のユーザーのみ参加出来る｢上級者マルチ｣、ランクを問わず参加出来る｢誰でもマルチ｣、パスワード4桁で知る者同士で対戦出来る「鍵付きルーム」がある。

### iOS・Android版限定モード

#### プラトレソナー
スマートフォン・タブレットの位置情報サービス機能を利用した機能。GPS機能必須。現実の場所がチェックポイントとなっており、一定の距離内に入ってチェックインするとボーナスとしてアイテムが手に入る。また、複数のチェックポイントで1つのグループになっており、グループを内のチェックポイントをコンプリートするとコンプリートボーナスが貰える。

### Nintendo Switch版追加モード

#### みんなでプラトレ
Switch1台で最大4人まで楽しめる対戦モード。
このモードはオフラインで楽しむ事が可能で、4人プレイの場合はjoy-con又は別売のProコントローラーなど4人分又は使い回してのプレイが出来る。
取得したアイテムなどはオンラインモードで持ち越す事は出来ない。

## 登場人物
2019年3月20日のアップデートでフルボイス化された。
- 関空遥（CV:釘宮理恵）
- 望七百（CV:植田佳奈）
- 児玉ひかり（CV:洲崎綾）
- バラストちゃん（CV:長縄まりあ）
- 三瓶みすず（CV:日笠陽子）
- 東京介（CV:成家義哉）
- 黒鉄潮（CV:丹沢晃之）
- 稲葉白兎（CV:利根健太朗）
- 山口みずほ・さくら（CV:小澤亜李）
- 式島つばさ（CV:内田真礼）
- 函館ほくと（CV:佐倉綾音）
- 佐世保みどり（CV:桑原由気）
- 足摺みさき（CV:平田宏美）
- 千社りにあ（CV:今井麻美）
- 神道ひのと（CV:千本木彩花）
- 河原町みやび（CV:高橋美佳子）
- 淀屋橋京（CV:緒方佑奈）
- 尼崎虎
- 関空蒼
- 大牟田うきは

桑原由気、今井麻美除く、その他声優当時すべてアイムエンタープライズ所属。

## プレイルール
- スコアアタック
目的地に到着したり、路線踏破をすると点数が貰え、ゲーム終了時その点数の多い順に順位が決まるオーソドックスなルール。
- スピードアタック
指定された目的地2か又は3か所に最も早く到着したプレイヤーが勝利となるルール。
- コインアタック
マップ上に配置されたコインを最も多く集めたプレイヤーが勝利となるルール。このルールに限り目的地という概念が存在しない。

## プレイの流れ
プレイヤーのターンでは、ルーレットを回すもしくは運転カードを使用するアクションが可能。
ルーレットは1・2・3・4・5・6の数字が書かれており、出た数の分だけ移動が可能。途中で移動をやめることも可能。
カードを使用しない場合、普通列車に乗車することになる。
目的地に到着するとポイントがもらえる。出目が残っていても、通過列車でない場合強制的に停車させられる。到着順位が早いほど、多くのポイントがもらえる。また、最終目的地は通常の目的地よりも高いポイントがもらえる。
なお新幹線、石勝線新夕張駅 - 新得駅間、海峡線、信越本線横川駅 - 軽井沢駅間、根室本線富良野駅 - 新得駅間、道南いさりび鉄道線、しなの鉄道北しなの線、しなの鉄道線、伊勢鉄道伊勢線、東海道貨物線羽沢横浜国大駅 - 東戸塚駅、伊豆急行線、箱根登山線、東武日光線、北越急行ほくほく線、富山地方鉄道本線・立山線及び航路に関しては当該区間の列車等の運転カードを所持していないと乗車することは不可能。

## 電力・オイル
電力・オイルはRPGに於けるMP（マジックポイント）に相当するパラメーター。通常プレイでは、ゲームスタート時に各プレイヤーに100ポイント（kwh）ずつ与えられる。
電車・電気機関車の運転カード使用時には電力エネルギーが、気動車・ディーゼル機関車の運転カード使用時にはオイルエネルギーが消費される。ただし、蒸気機関車及び蒸気機関車扱いされている運転カードに限りエネルギーを一切消費しない。
両パラメーターともに水色マスに止まったりイベントで回復させることが可能で、足りない場合は運転カードを使用すること・途中駅から乗車することが不可能となる。

## 運転カード
運転カードは移動効率を高める効能があり、勝利の鍵を握る重要な要素として位置付けられている。
運転カードにはS-EXP CLASS（新幹線）・L-EXP CLASS（特急）・EXP CLASS（快速・急行・準急）・LOCAL CLASS（普通）の4レアリティが存在している。また、特殊な組み合わせで車両合成すると入手できる2種類の列車が組み合わさったリレーカードも存在する。
普通が最も入手しやすく、以降は快速→特急→新幹線の順に入手難易度が高くなる。
ただし、実際の列車と停車駅等が大幅に違うものが存在する。
また、複数の鉄道事業者に乗り入れる列車の運転カードは、ゲーム中実装済みの事業者管内のみ走行する。

### 編成
プレイヤーは所持している運転カードの中から最大5枚を1つのデッキに編成することが可能。
デッキに組み込んだ列車は常時使用可能で、ルーレットを回す前にデッキに組み込んだ運転カードを使用した場合、そのカードの指定駅にワープしたうえで当該列車に乗車することが可能。その際に蒸気機関車の運転カード以外は電力かオイルを消費する。
デッキに組み込んでいない列車は、その列車の当該停車駅にいる場合に限り、ルーレットを回した後に乗車することが可能。

### 改良
運転カードは改良を行うことが可能。カードは初期状態がLv.1となっており、通常の運転カードはLv.5まで、＋カードはLv.10まで能力アップを行うことが可能。
改良を行うと消費電力やオイル消費量が減るほか、ルーレットの出た目にプラス数コマ移動することが可能となる。
改良を行うには、同レアリティの任意の運転カード1枚・改良素材・コインが必要。

### 車両合成
同じ運転カード同士を合成することで、スキル付きの上位カードである「＋カード」にすることのできるシステム。デッキに入れることのできない普通列車のカードは、＋カードにすることでデッキに入れることが可能となる。車両合成するとき、合成元と素材カードの低い方のレベルを継承する。
なお、+カード同士や発着駅等が異なる同じ車両名の運転カードの場合は車両合成できない。
ただし、一部の車両は+カードであっても合成が可能である。
また、特殊な組み合わせで車両合成すると、＋カードにはならず、特殊な車両を得られる。

### 引退
不要な運転カードは引退させることで、コインに引き換えることが可能。

## マス・イベント
マップ上のマスの色によってはイベントが発生する。
| マスの色 | 発生イベント |
| 白       | 何も発生しない |
| 水色     | 電力・オイルを10ポイント回復させる                                                                                  |
| 黄       | 自身に有利なイベントを発生させる                                                                                    |
| 紫       | 他プレイヤーを妨害するイベントを発生させる。ただし、一人プレイの場合は自分にイベントが発生する。                    |
| 赤       | 自身に不利な・自身に有利な・他プレイヤーを妨害するイベントを発生させる （黄・紫マスよりも強力なイベントが出やすい） |

## 連結
既に他プレイヤーがいる駅に停車すると、他のプレイヤーにくっついて同時に移動することが可能。ただし、新幹線及び船舶との連結は不可能。
連結した相手プレイヤーがイベントマスに停車した時、自分もイベントマスの効果を受ける。
既に連結済みの場合は自分のターンが来た場合に切り離すことも可能。

## 路線踏破
その路線の始発駅・終着駅に停車すると「路線踏破」となり、スコアが得られる。
なお、運転カードを使用している場合に限り、当該路線の始発駅・終着駅を通過する場合でもスコアを得られる。
踏破した路線・駅は運転記録メニューから閲覧することが可能。

## 発券機
発券機はガチャにあたるもの。7種類の有料券売機とフレンド運転カード券売機、無料運転カード券売機があり、運転カードをランダムに入手することが可能。

### 有料
仮想通貨の「IC」もしくはログインボーナスで手に入れられるゴールドチケットを消費する。
プラチナ
仮想通貨の「IC」のうち、課金で購入した分のみを消費する。出現するカードの中には過去イベントの報酬車両やエリア跨ぎ車両も含まれる。
記念
イベントの時のみ出現する。イベント特効カードや各種券売機のカードが出現する。
九州
JR九州車両の運転カードが出現する。
四国
JR四国車両の運転カードが出現する。
西日本
JR西日本車両と智頭急行、あいの風とやま鉄道、京都丹後鉄道の運転カードが出現する。
東海
JR東海車両の運転カードと「急行立山」、富山地方鉄道直通の「リゾート立山」、北越急行直通の「はくたか」の運転カードが出現する。
東日本
JR東日本車両の運転カードと一部の東海道新幹線、三陸鉄道、IGRいわて銀河鉄道、青い森鉄道、秋田内陸縦貫鉄道の運転カードが出現する。
北海道
JR北海道車両の運転カードが出現する。
また、IC80枚を使用して凄くレアな車両をゲットできる福袋ガチャが存在する。毎年の年末年始限定。
| ガチャ回数 | 消費IC枚数 |
| 1回        | 3枚        |
| 11回       | 30枚       |

11回連続で引いた場合、特急の運転カードが1枚は必ず出現する。

### フレンド
フレンドポイントを消費する。
| ガチャ回数 | 消費フレンドポイント |
| 1回        | 100pt                |
| 11回       | 1000pt               |

快速・特急・新幹線の運転カードの出現確率は無料券売機より高く、有料券売機より低い。
また、JR西日本圏内全ての地方の運転カードが出現する。

### 無料
無料運転カード もしくは コインを消費する。ver7.0.0で東・北仕様も登場した。
| ガチャ回数 | 消費無料運転カード枚数 | 消費コイン枚数 |
| 1回        | 3枚                    | 300枚          |
| 11回       | 30枚                   | 3000枚         |

殆どの場合は普通(80.00％)ばかりが出現するが、低確率(1.00％)ながら新幹線が出現することもある。

## 仮想通貨
このゲームには「IC」という仮想通貨が存在しており、ゲーム内報酬として得るほかにも、実際にお金を払って購入（課金）しても得られる。
用途は前述の有料ガチャのほか、カード所持枠拡張・スタミナ回復にも用いることが可能。
ボリュームディスカウントを採用しており、一度に多い単位のものを購入したほうが1枚あたりのコストが下がり、1枚ずつバラ買いするよりもおトクになる。
| 購入枚数 | 有償扱いの枚数 | 価格   | 1枚あたりのコスト （小数点第2位を四捨五入） | 1枚ずつバラ買いした際との差額 |
| 1枚      | 1枚            | 160円  | 160円                                       |                               |
| 6枚      | 5枚            | 650円  | 約108.3円                                   | 310円                         |
| 12枚     | 9枚            | 1100円 | 約91.6円                                    | 820円                         |
| 30枚     | 20枚           | 2400円 | 80円                                        | 2400円                        |
| 46枚     | 30枚           | 3600円 | 約78.3円                                    | 3760円                        |
| 60枚     | 38枚           | 4600円 | 約76.7円                                    | 5000円                        |
| 80枚     | 49枚           | 5900円 | 約73.8円                                    | 6900円                        |
| 111枚    | 62枚           | 7400円 | 約66.7円                                    | 10360円                       |
| 152枚    | 83枚           | 9800円 | 約64.5円                                    | 14520円                       |

## アバター
アバターは男性・女性各8種類ずつ用意されている。後から任意で変更可能。イベント等で限定のアバターが配布されることもある。

## ホーム画面レイアウト
ver2.0.0で実装。ホーム画面を自分の好きなレイアウトにすることができ、第一デッキにセットした列車が走っている。ホーム画面で走る在来線列車を運転することができる。レイアウトパーツはレイアウトショップで購入するかステーション物語やチャレンジミッションのレアドロップ、イベント報酬等で入手できる。

## 登場路線
一部の路線は踏破判定・停車済み駅リストが分割されている。

### 新幹線
- 東海道新幹線
- 山陽新幹線
- 九州新幹線
- 東北新幹線
- 上越新幹線
- 北陸新幹線
- 北海道新幹線
- 山梨リニア実験線
- 西九州新幹線

### JR西日本
- 大糸線
- 高山線
- 七尾線
- 氷見線
- 城端線
- 北陸線
- 九頭竜線
- 小浜線
- 湖西線
- 東海道本線
  - 琵琶湖線
  - JR京都線
  - JR神戸線
- 草津線
- 関西本線
- 大和路線
- 奈良線
- 学研都市線
- 万葉まほろば線
- JR嵯峨野線
- 舞鶴線
- きのくに線
- 紀勢線
- 和歌山線
- JR東西線
- おおさか東線
- 大阪環状線
- JRゆめ咲線
- 阪和線
  - 本線
  - 羽衣線
- 福知山線（JR宝塚線区間含む）
- 山陽本線
  - JR神戸線
  - 和田岬線
- 加古川線
- 播但線
- 関西空港線
- 姫新線
- 因美線
- 赤穂線
- 津山線
- 吉備線
- 宇野線
- 本四備讃線
- 瀬戸大橋線
- 伯備線
- 芸備線
- 境線
- 木次線
- 福塩線
- 呉線
- 可部線
- 岩徳線
- 山口線
- 宇部線
- 美祢線
- 小野田線
  - 本山支線
- 博多南線
- 仙崎線

### 西日本地方第三セクター・私鉄
- 近畿日本鉄道
  - 難波線
  - 奈良線
  - 京都線
  - 橿原線
  - けいはんな線
  - 大阪線
  - 名古屋線
  - 南大阪線
  - 生駒線
  - 天理線
  - 田原本線
  - 信貴線
  - 湯の山線
  - 鈴鹿線
  - 山田線
  - 鳥羽線
  - 志摩線
  - 道明寺線
  - 長野線
  - 御所線
  - 吉野線
- 京阪電気鉄道
  - 京阪本線
  - 鴨東線
  - 中之島線
  - 交野線
  - 宇治線
  - 石山坂本線
  - 京津線
- 智頭急行線
- 京都丹後鉄道
  - 宮福線
  - 宮豊線
  - 宮舞線
- IRいしかわ鉄道線
- あいの風とやま鉄道線
- えちごトキめき鉄道
  - 日本海ひすいライン
- 錦川清流線
- 北条線
- 信楽線
- ハピラインふくい線

### JR四国・四国地方第三セクター
- 予讃線（高松）※高松駅～内子駅
- 予讃線（宇和島）※新谷駅～宇和島駅
- 高徳線
- 土讃線
- 内子線
- 予土線
- 鳴門線
- 徳島線
- 牟岐線
- 愛ある伊予灘線
- 土佐くろしお鉄道
  - 中村線
  - 宿毛線
  - 阿佐線
- 阿佐東線
- 阿波室戸シーサイドライン
- 四万十くろしおライン

### JR九州・九州地方第三セクター
- 鹿児島本線（博多）※門司港駅～八代駅
- 鹿児島本線（鹿児島）※川内駅～鹿児島駅
- 日豊本線
- 長崎本線
- 長崎本線（長与経由）
- 佐世保線
- 筑肥線（唐津）※姪浜駅～唐津駅
- 筑肥線（伊万里）※山本駅～伊万里駅
- 篠栗線
- 宮崎空港線
- 筑豊本線
- 大村線
- 香椎線
- 唐津線
- 日田彦山線
- 久大本線
- 豊肥本線
- 肥薩線
- 三角線
- 指宿枕崎線
- 吉都線
- 日南線
- 福北ゆたか線
- 空港線
- 若松線
- 原田線
- えびの高原線
- 海の中道線
- 西九州線
- 高森線
- 湯前線
- 肥薩おれんじ鉄道線

### JR東海
- 東海道本線
  - 美濃赤坂線
  - 垂井線
- 紀勢本線
- 御殿場線
- 中央本線
- 身延線
- 飯田線
- 武豊線
- 太多線
- 名松線
- 参宮線

### JR東日本

#### 関東・甲信越地方
- 東海道本線
  - 東海道貨物線
- 伊東線
- 山手線
- 根岸線
- 横浜線
- 南武線
  - 南武支線
- 武蔵野線
  - 大宮支線
  - 西浦和支線
- 京葉線
  - 高谷支線
  - 二俣支線
- 赤羽線
- 川越線
- 中央本線
  - 辰野支線
- 青梅線
- 五日市線
- 総武本線
- 横須賀線
- 品鶴線
- 鶴見線
  - 海芝浦支線
  - 大川支線
- 相模線
- 東北本線
  - 尾久経由
  - 武蔵浦和経由
- 高崎線
- 常磐線
- 上越線
  - ガーラ湯沢支線
- 両毛線
- 水戸線
- 外房線
- 内房線
- 成田線
  - 空港支線
  - 我孫子支線
- 八高線
- 吾妻線
- 烏山線
- 日光線
- 水郡線
  - 常陸太田支線
- 鹿島線
- 久留里線
- 東金線
- 信越本線
  - 高崎地区※高崎駅～横川駅
  - 長野地区※篠ノ井駅～長野駅
  - 新潟地区※直江津駅～新潟駅
- 篠ノ井線
- 小海線
- 飯山線
- 越後線
- 弥彦線

#### 東北地方
- 東北本線
  - 利府線
- 羽越本線
- 白新線
- 磐越西線
- 仙山線
- 奥羽本線
- 米坂線
- 只見線
- 磐越東線
- 石巻線
- 気仙沼線
  - 鉄道区間
  - BRT区間
- 大船渡線
  - 鉄道区間
  - BRT区間
- 陸羽東線
- 陸羽西線
- 北上線
- 釜石線
- 山田線
- 花輪線
- 八戸線
- 大湊線
- 津軽線
- 左沢線
- 田沢湖線
- 男鹿線
- 五能線

### 東日本地方第三セクター・私鉄
- 小田急電鉄
  - 小田原線
  - 江ノ島線
  - 多摩線
- えちごトキめき鉄道
  - 妙高はねうまライン
- 青い森鉄道線
- いわて銀河鉄道線
- 秋田内陸線
- リアス線
- 富士山麓電気鉄道
  - 大月線
  - 河口湖線
  - 富士急行線
- 真岡線

### JR北海道
- 函館本線
  - 藤城線
  - 砂原線
- 根室本線※新得駅～根室駅
- 根室本線（滝川）※滝川駅～富良野駅
- 千歳線
  - 空港線（北海道）
- 室蘭本線
  - 室蘭支線
- 石勝線
- 富良野線
- 留萌本線
- 宗谷本線
- 釧網本線
- 石北本線
- 札沼線（学園都市線）
- 日高本線

### 削除された路線
- 三江線[注 27]
- 日高本線（鵡川～様似）
- 札沼線（北海道医療大学～新十津川）
- 留萌本線(石狩沼田〜留萌)

## コラボレーション
水間鉄道
貝塚駅と水間観音駅でプラトレソナーを使用すると1000形および水間観音駅駅舎のレイアウトパーツが入手できたほか、2017年4月21日 - 24日・27日・30日にヘッドマーク掲載車両が運行された。
パックマン
1周年記念イベント、2017年のハロウィンイベントおよび2周年記念イベントで登場。パックマンイベントではパックマンのルールでスコアが加算される。
くまモン
3周年記念イベントおよび2024年のプラトレソナーイベントで登場。3周年記念イベントでは肥薩おれんじ鉄道のくまモンラッピング列車の運転カードがレアドロップで入手できた。
2024年のイベントでは熊本県内でプラトレソナーを使用することでアバターを入手できた。
アドベンチャーワールド
施設内でプラトレソナーを使用すると287系"smileアドベンチャートレイン"仕様くろしおが入手できる。
スマートフォンアプリ｢iFreeタッチ｣
2020年バレンタインイベントで登場。｢iFreeタッチ｣内で条件を満たし応募すると、全員に923形ドクターイエロー(のぞみ検測:東京→博多)がプレゼントされた。また、バレンタインイベント内にもiFreeタッチのキャラクター｢リーナ｣が登場した。
京都鉄道博物館
館内でプラトレソナーを使用しインフォメーションセンターに行くと、581系月光のリアルカード、博物館及びSLスチーム号のレイアウトパーツが入手できた。また、リアルカード裏面に記載されているQRコードにアクセスすることで、同列車のゲーム内カードが抽選で配布された。
収蔵車両からは他にC62形かもめ、C62形SLスチーム号、EF81形トワイライトエクスプレス、キハ81形くろしお、489系雷鳥、0系ひかり、100系ひかり、500系のぞみが京都鉄道博物館ver.として実装された。
銀河鉄道999
5周年記念イベントで登場。999号をはじめとした銀河鉄道株式会社の車両が運転カードとして登場した他、イベント限定で銀河鉄道株式会社の路線・駅も実装された。また星野鉄郎、メーテル、車掌がcomとしてゲスト出演した。
神在月のこども
出雲市内でプラトレソナーを使用することで映画オリジナルデザインのサンライズ出雲の運転カードが入手できた。更に一部のチェックポイントでは映画キャラクターのアバターも入手可能。
トレすごタウン
初のアプリ間相互コラボ。プラチナ・トレインでは大阪環状線沿線、山手線内でプラトレソナーを使用することでコラボverのあさかぜ、あけぼのの運転カードが入手できた。
ソダテツ
同社アプリ間相互コラボ。